# Savignia basarukini
Savignia basarukini är en spindelart som beskrevs av Kirill Yeskov 1988. Savignia basarukini ingår i släktet Savignia och familjen täckvävarspindlar. Inga underarter finns listade i Catalogue of Life.